# Плејнфилд Вилиџ (Конектикат)
Плејнфилд Вилиџ (енгл. Plainfield Village) насељено је место без административног статуса у америчкој савезној држави Конектикат.

## Демографија
По попису из 2010. године број становника је 2.557, што је 81 (-3,1%) становника мање него 2000. године.
| Група             | 2000.         | 2010.         |
| Белци             | 2.469 (93,6%) | 2.285 (89,4%) |
| Афроамериканци    | 39 (1,5%)     | 41 (1,6%)     |
| Азијати           | 15 (0,6%)     | 38 (1,5%)     |
| Хиспаноамериканци | 62 (2,4%)     | 118 (4,6%)    |
| Укупно            | 2.638         | 2.557         |